# Кошмари на Елм Стрийт 5: Детето на сънищата
„Кошмари на Елм Стрийт 5: Детето на сънищата“ (на английски: A Nightmare on Elm Street 5: The Dream Child) е американски слашър филм на ужасите от 1989 г.

## Сюжет
Внимание:  Текстът по-долу разкрива сюжета на произведението (или части от него)!
Година след събитията от Господарят на сънищата, Алис и Дан са обвързани, няма и следа от Фреди Крюгер. Майката на Фреди, Аманда предупреждава Алис, че той опитва да се прероди.

## Актьорски състав
- Робърт Енглънд - Фреди Крюгер
- Лиза Уилкокс – Алис Джонсън
- Беатрис Бупъл – Аманда Крюгер
- Уит Хертфорд – Джейкъб Джонсън
- Кели Минтър – Ивон Милър
- Дани Хасъл – Дан Джордън
- Ерика Андерсън – Грета Гибсън
- Никълас Мил – Денис Джонсън